# Demokratická strana Nauru
Demokratická strana Nauru (zkratka DPN) je jednou ze tří politických stran působících v Republice Nauru.
Strana byla založena v lednu 1987 bývalým nauruským prezidentem Kennanem Adeangem, který tak chtěl vytvořit protiváhu proti skupině podporovatelů Hammera DeRoburta. Dle jeho slov tak chce zachránit rozpadající se parlamentní demokracii na ostrově. S rostoucí velikostí poté došlo ke sloučení se Stranou Nauru pod vedením Bernarda Dowiyoga, který byl posledním prezidentem Nauru z této politické strany. Zároveň od roku 2003 neměla strana žádného zástupce v Parlamentu.
Syn zakladatele Kennana Adeanga, David Adeang, založil v roce 2003 vlastní stranu Nauru First.